# Hadrodactylus gracilipes
Hadrodactylus gracilipes är en stekelart som beskrevs av Thomson 1883. Hadrodactylus gracilipes ingår i släktet Hadrodactylus och familjen brokparasitsteklar. Arten är reproducerande i Sverige. Inga underarter finns listade i Catalogue of Life.